# دمله، پاکستان
دمله (انگلیسی: Domala, Pakistan) یک منطقه مسکونی در پاکستان است که در پنجاب واقع‌شده است.